# Charline Schwarz
Charline Schwarz (Núremberg, 15 de enero de 2001) es una deportista alemana que compite en tiro con arco, en la modalidad de arco recurvo.
Participó en los Juegos Olímpicos de Tokio 2020, obteniendo una medalla de bronce en la prueba por equipo (junto con Michelle Kroppen y Lisa Unruh).
Ganó una medalla de oro en el Campeonato Mundial de Tiro con Arco al Aire Libre de 2023 y tres medallas en el Campeonato Europeo de Tiro con Arco al Aire Libre entre los años 2021 y 2024.

## Palmarés internacional
| Juegos Olímpicos                 | Juegos Olímpicos  | Juegos Olímpicos  | Juegos Olímpicos |
| Año                              | Lugar             | Medalla           | Prueba           |
| -------------------------------- | ----------------- | ----------------- | ---------------- |
| 2020                             | Tokio (Japón)     | Medalla de bronce | Equipo           |
| Campeonato Mundial al Aire Libre |                   |                   |                  |
| Año                              | Lugar             | Medalla           | Prueba           |
| 2023                             | Berlín (Alemania) | Medalla de oro    | Equipo           |
| Campeonato Europeo al Aire Libre |                   |                   |                  |
| Año                              | Lugar             | Medalla           | Prueba           |
| 2021                             | Antalya (Turquía) | Medalla de plata  | Equipo           |
| 2022                             | Múnich (Alemania) | Medalla de oro    | Equipo           |
| 2024                             | Essen (Alemania)  | Medalla de bronce | Equipo           |